# Adis Nurković
Adis Nurković (Velika Kladuša, 1986. április 28. –) jugoszláv születésű koszovói válogatott labdarúgó. Korosztályos és felnőtt szinten szerepelt a bosznia-hercegovinai labdarúgó-válogatottban.

## Pályafutása
Pályafutását a Jedinstvo Bihać akadémiáján kezdte meg, majd itt lett profi játékos is. 2005-ben egy szezonra a horvát Slavonija Požega együttesébe igazolt, itt 23 bajnoki mérkőzésen védett, majd 2006 nyarán haza igazolt a Krajina Cazin csapatába. Ezután Horvátországba ment vissza és aláírt a Cibalia Vinkovcihoz, de itt nem védett.
2007 nyarán ismét visszatért hazájába és az NK Travnik együttesében védett, itt 77 bajnokin szerepelt. 2010-ben a Slaven Belupo Koprivnica klubjának lett kapusa, de itt csak egy bajnokin állt a gólvonal előtt. 2011 nyarán a Čelik Zenica csapatához írt alá, ahol 2014-ig védett. Ezután visszatért az NK Travnik együtteséhez. 2017 nyarán az albán Flamurtari együtteséhez igazolt.

## Válogatott
2008. augusztus 20-án debütált a bosznia-hercegovinai U21-es labdarúgó-válogatottban a horvát U21-es labdarúgó-válogatott elleni barátságos mérkőzésen. Ez volt az egyetlen mérkőzése az U21-es korosztályban. Felnőtt szinten már 2008-ban is meghívott kapott, de ekkor még csak a kispadon kapott lehetőséget. 2009 december 8-án az iráni labdarúgó-válogatott ellen a 62. percben Nemanja Supic megsérült és őt cserélték be. Ezen a mérkőzésen szerepelt utoljára a válogatottban.
A koszovói albán többség 2008 februárjában kiáltotta ki az ország függetlenségét, amelyet Szerbia és az ENSZ nem ismert el. Koszovó válogatottjának 2014-től csak barátságos mérkőzések lejátszását engedélyezték. Ezután felkereste őt a Koszovói labdarúgó-szövetség, hogy szerepeljen náluk a válogatottban, ezt elfogadta. 2016 október 6-án a horvát labdarúgó-válogatott és az ukrán labdarúgó-válogatott elleni 2018-as labdarúgó-világbajnokság-selejtező mérkőzésre bekerült a keretbe, de a csapatánál többen is a FIFA engedélyére vártak, hogy szerepelhetnek-e a meccsen, miután a válogatottba meghívott játékosok közül többen is szerepelt már az albán nemzeti csapatban, de ő viszont a bosznia-hercegovinai labdarúgó-válogatottban szerepelt, a szövetség végül rábólintott a játékukra.

## Statisztika
(2017. július 13. szerint)
| Válogatott          | Szezon   | Mérkőzés | Gól |
| ------------------- | -------- | -------- | --- |
| Bosznia-Hercegovina | 2008     | 0        | 0   |
| Bosznia-Hercegovina | 2009     | 1        | 0   |
| Összesen            | Összesen | 1        | 0   |
| Koszovó             | 2016     | 0        | 0   |
| Koszovó             | 2017     | 1        | 0   |
| Összesen            | Összesen | 1        | 0   |